# 35 Korpus Strzelecki (ZSRR)
35 Korpus Strzelecki (ros. 35-й стрелковый корпус)  – wyższy związek taktyczny Armii Czerwonej, uczestniczył m.in. w operacji berlińskiej w czasie której zdobyto stolicę III Rzeszy.

## Formowania i walki
35 Korpus Strzelecki ( 35 KS) sformowany został w 1939 roku. Wchodził w skład 13 Armii i wraz z wojskami III Rzeszy i Słowacji od 17 września brał udział w ataku na Polskę. Od 22 czerwca 1941 roku prowadził walki obronne, związane z atakiem III Rzeszy na Związek Radziecki. W czasie tych walk wchodził w skład 9 Armii.
Korpus był formowany trzykrotnie. Po pokonaniu armii niemieckiej na terytorium Związku Radzieckiego jego szlak bojowy prowadził przez Prusy Wschodnie i ziemie polskie. Zakończony został w maju 1945 gdy w czasie operacji berlińskiej, podczas której Armia Czerwona i Ludowe Wojsko Polskie zdobyły stolicę III Rzeszy. Na ziemiach polskich 35 KS uczestniczył w walkach w czasie których zdobyty został m.in. Białystok, Ostrołęka i Wasilków. W tym czasie w skład 35 KS wchodziły m.in. 250 Dywizja Piechoty  i 348 Dywizji Piechoty.

## Dowódcy korpusu
- kombrig Jakow Awakumow[1]
- kombrig Iwan Daszyczew[2]
- gen. mjr Nikita Czuwakow
- gen. mjr Mikołaj Nikitin[4]

## Struktura organizacyjna
Skład 22 czerwca 1941:
- 95 Dywizja Piechoty, dowódca: gen. mjr Aleksandr Pastiewicz
- 176 Dywizja Piechoty, dowódca: płk Władimir Marcinkiewicz

Skład 16 kwietnia 1945:
- 250 Dywizja Piechoty
- 290 Dywizja Piechoty
- 348 Dywizja Piechoty